# Fjädringssystem

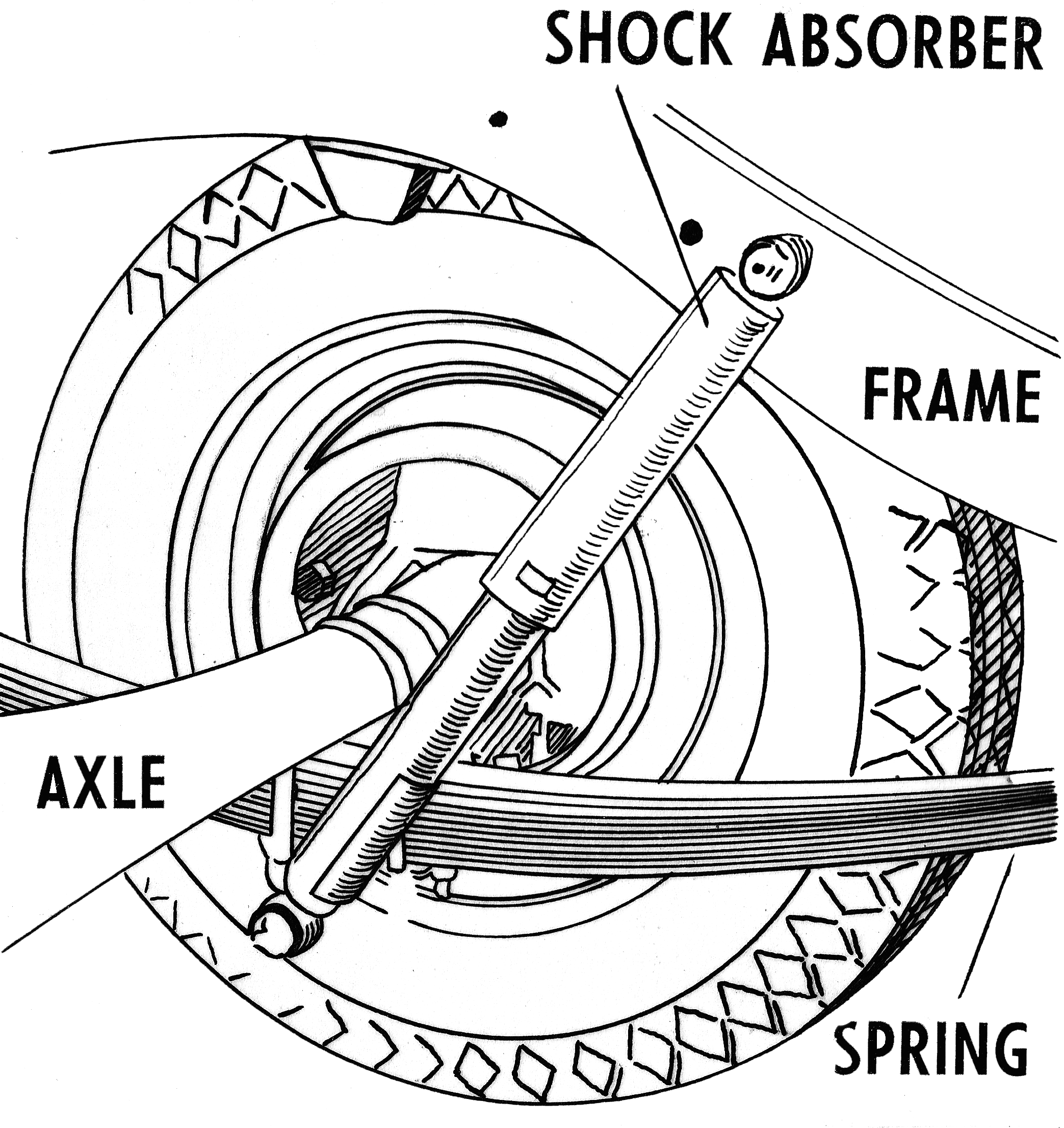
En del av bilens fjädringssystem består av stötdämpare, axel, ram och fjäder

Fjädringssystem, alternativt fjädring, hjulupphängning, eller bara upphängning, är det system av fjädrar (eller annat fjädrande material), stötdämpare och bussningar som länkar samman ett fordon med dess hjul. 
Fjädringssystemet har flera uppgifter:
- Att bidra till fordonets väghållning för god aktiv säkerhet och körglädje, genom att ge bra manöver- och bromsegenskaper.
- Att göra färden bekväm, genom att isolera chassit från vägbuller, stötar och vibration[1].

Dessa uppgifter är till stora delar motstridiga. Grovt sett kan man säga att mjuk fjädring ger komfort, medan bra väghållning förutsätter hård fjädring. Därför handlar utformning av fjädringssystem om att hitta bra kompromisser. 
Det är viktigt att systemet håller hjulet i kontakt med vägbanan så mycket som möjligt, eftersom alla krafter som verkar på fordonet gör det genom däckens kontaktyta. Fjädringen skyddar även själva fordonet, passagerarna samt nyttolasten från skador och slitage. Utformningen av främre och bakre fjädringen på en bil är i allmänhet inte likadan.

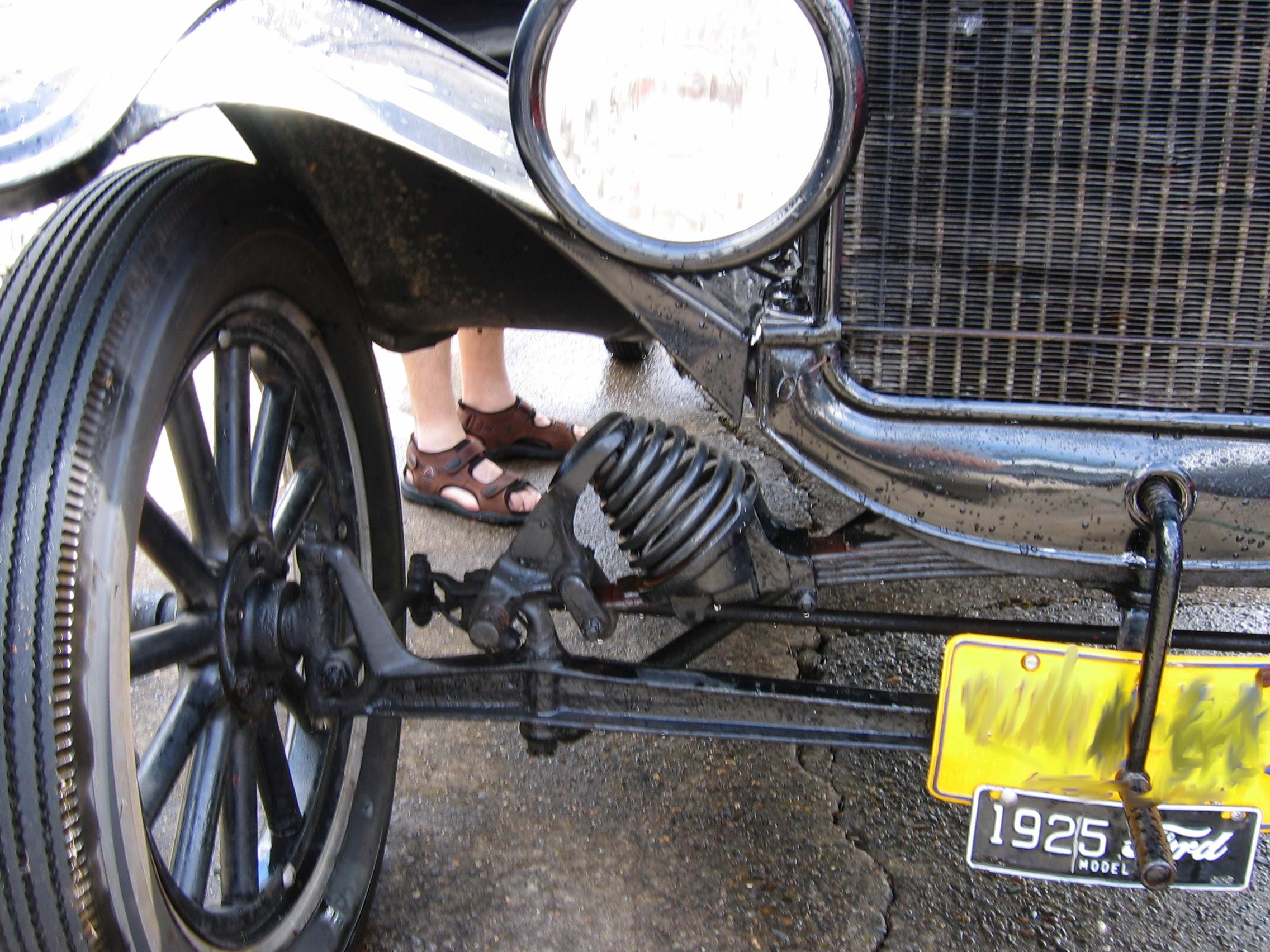
Fjädringssystem på T-Ford

## Historik

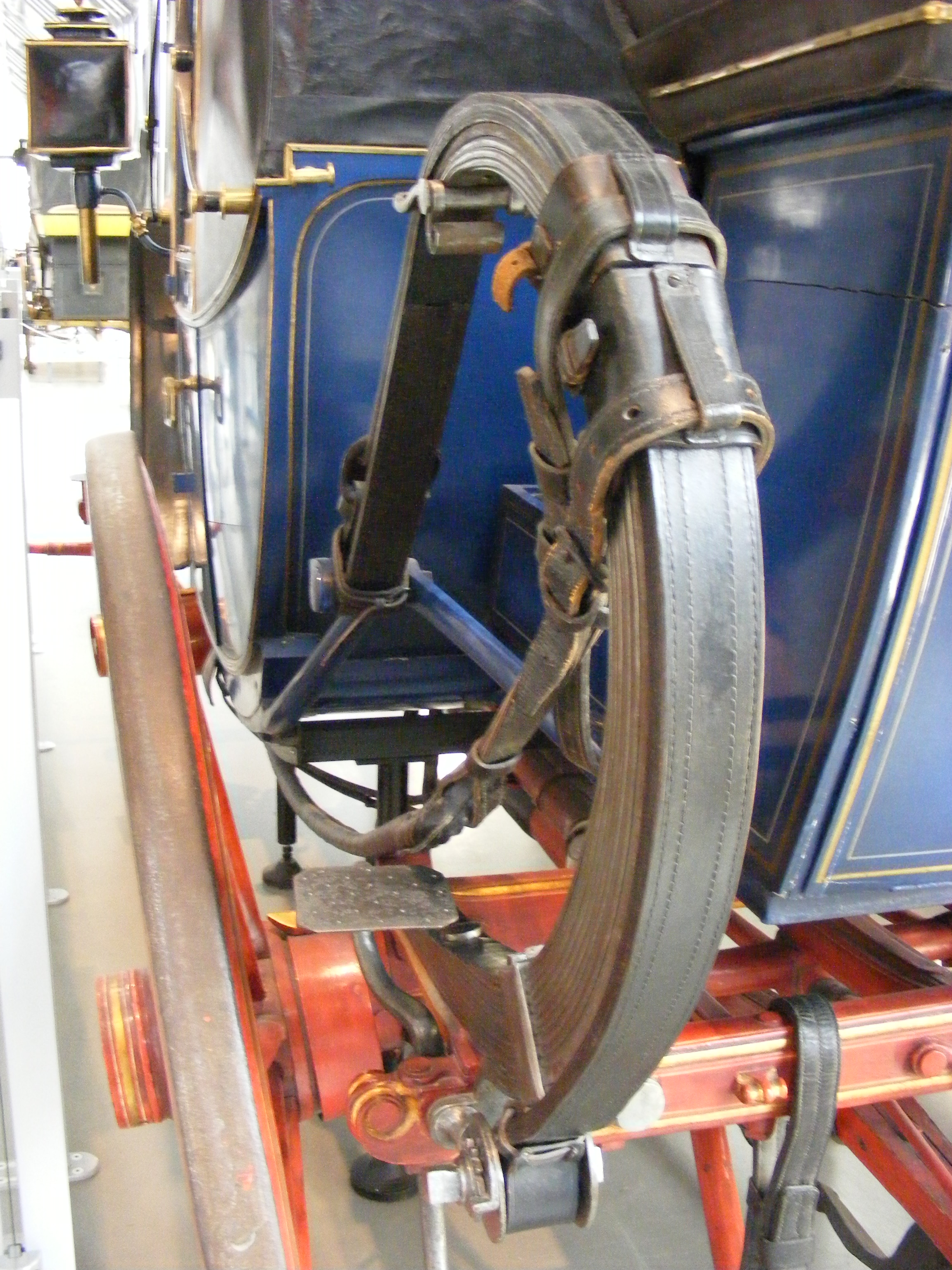
Landå av Nicholaus Koller, 1825, med karosseriet upphängt i läderremmar

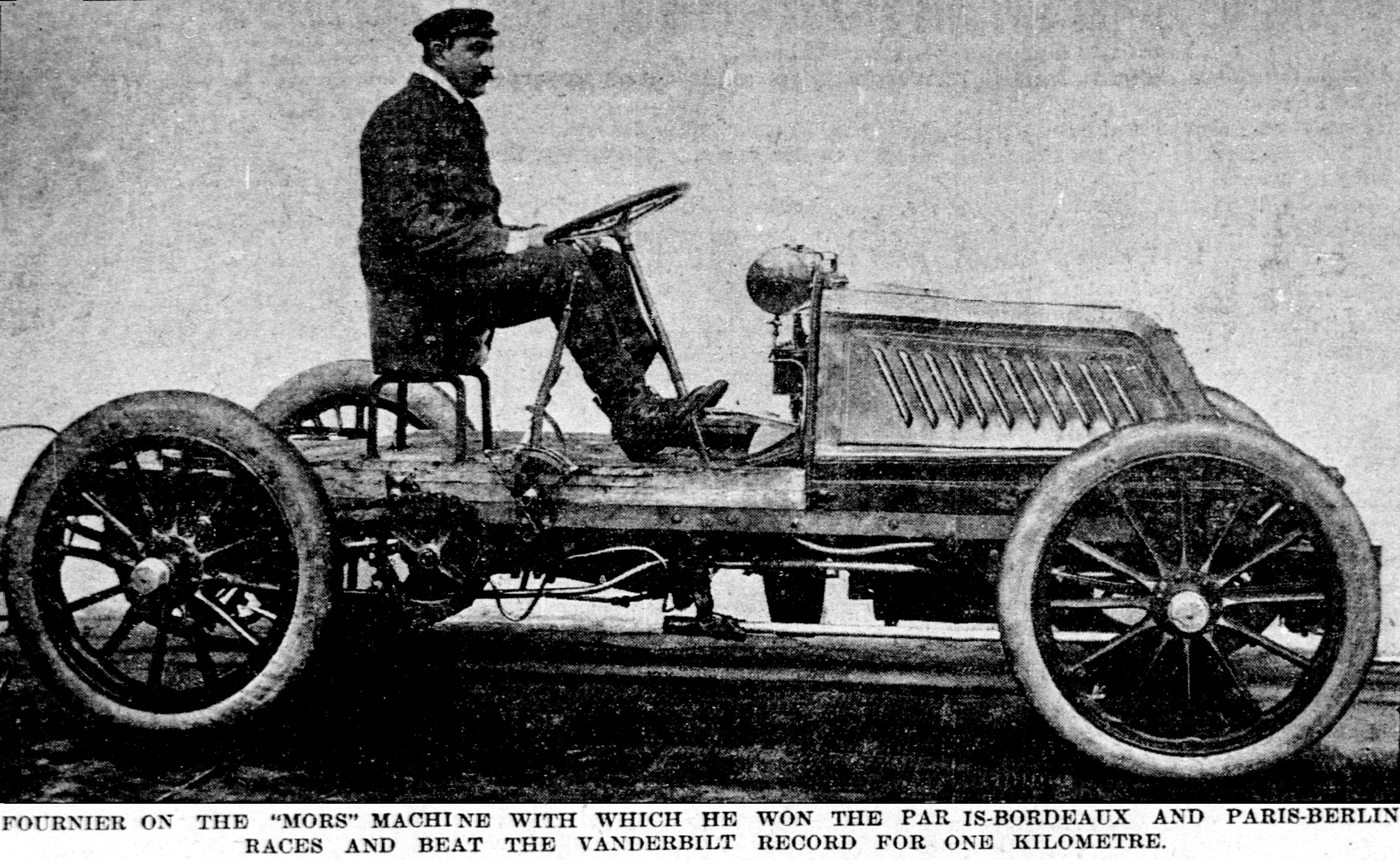
Henri Fournier på sin unikt stötdämpade 'Mors Machine', 1902

Bladfjädringar användes redan i det forna Egypten, bland annat för att driva belägringsmaskiner. Dessa fjädrar kunde i enklaste form bestå av uppspända kraftiga trädgrenar.

### Hästdragna fordon
I början av 1800-talet blev det vanligt att utrusta hästdragna vagnar med fjädrar. Lättare vagnar som drogs av endast en häst hade ofta fjädrar av trä, i syfte att slippa beskattning, medan tyngre vagnars karosseri hängdes upp i läderremmar eller på fjädrar av stål.
De tidiga stålfjädrarna var gjorda av stål med låg kolhalt och oftast tillverkade av flera lager stål.

### Motoriserade vägfordon
De första bilarna var i princip motoriserade varianter av vagnar som tidigare dragits av hästar. Dessa vagnar var dock i grunden inte bra konstruerade för de högre hastigheter som förbränningsmotorn nu kunde ge.
Den franska biltillverkaren Mors var tidigt ute med att utrusta sina bilar med stötdämpare. Mycket tack vare fördelen av ett fjädringssystem i sin 'Mors Machine' kunde Henri Fournier vinna det prestigefyllda Paris - Berlin loppet den 20 juni 1901 på den överlägsna tiden 11 tim 46 min 10 sek, framför tvåan Léonce Girardot med en Panhard på tiden 12 tim 15 min 40 sek. Separat hjulupphängning infördes 1922 på Lancia Lambda; denna konstruktionstyp blev vanlig på serietillverkade standardbilar under 1930-talet.

## Viktiga egenskaper
De olika faktorernas inbördes betydelse är olika stor, beroende på vilken effekt som är av intresse; exempelvis kupéns vibration (komfort, säkerhet), nyttolastens vibration (gods skadas under färd på lastbilsflak), vibration som orsakar utmattningsskador på fordonet eller manöveregenskaper. 
En omfattande studie av lastbilar har visat att hyttvibrationer främst påverkas av vägojämnhet och lastbilens hastighet, medan de viktigaste fordonsfaktorerna (inom normal variationsvidd) är i tur och ordning hyttens massa, bakaxelns massa, framaxelns styvhet, nyttolastens massa, hyttfjädringens styvhet, motorns och växellådans massa samt framaxelns massa. Nyttolastens vibration, liksom utmattningsorsakande vibration, avgörs i mycket hög grad av vägens ojämnhet. Nyttolastens vibration påverkas därutöver klart mätbart av hastighet, motorns och växellådans massa, styvheten hos motorns och växellådans upphängning, bakaxelfjädringens styvhet, framaxelns massa, framaxelns styvhet, hyttfjädringens styvhet, däcktrycket samt hyttens massa. Utmattningsorsakande vibration påverkas utöver av vägens ojämnhet även klart mätbart av framaxelns massa, hastighet, framaxelns styvhet samt nyttolastens massa.

### Fjädrad massa
Bra åkkomfort kan uppnås på fler sätt än med fjädringsteknologi utvecklad från den senare delen av 1900-talet. Till exempel extremt hög fjädrad massa tillsammans med mycket mjuk fjädring är också ett alternativ, vilket demonstrerades med Rolls-Royce Silver Cloud och Cadillac under 1950- och 1960-talen, med totalvikter på över 5 000 kg. En uppenbar nackdel är att hög massa bidrar till hög drivmedelsförbrukning.

### Chassifjädringens styvhet
Fjäderstyvheten påverkar fordonets höjd och fjädringsrörelser. Fordon som bär tunga laster har ofta styvare fjädrar för att kompensera för den extra tyngd som annars skulle trycka fordonsfjädringen i botten.
Fjädrar som är för hårda eller för mjuka gör att fordonet inte isoleras optimalt från underlagets vägojämnhet. Fordon som belastas ovanligt tungt har hårda fjädrar med en fjäderstyvhet nära den övre gränsen för fordonets vikt. Färdkvaliteten i en olastad tung lastbil kan vara obehaglig låg för passagerare, på grund av dess höga fjäderstyvhet i förhållande till fordonets vikt.
Tävlingsbilar har typiskt styva fjädrar och upplevs som obekvämt stötiga. Även om både sportbilar och lastbilar sägs ha styva fjädrar, skiljer sig fjäderstyvheten rejält mellan dem. Lyxbilar, taxi och bussar har normalt mjuk fjädring.

#### Beräkning av fjäderstyvhet
Styvheten anger fjäderns motstånd till deflektion (ihoptryckning eller förlängning) till följd av belastning. Sambandet mellan fjäderkraft, styvhet och deflektion beskrivs med Hookes lag: 
{\displaystyle F=-kx\,}
där
F [N] är den kraft som belastar fjädern
k [N/m] är fjäderns styvhet
x [m] är deflektionen från fjäderns jämviktsläge, d.v.s. det viloläge där fjädern varken är utdragen eller ihoptryckt

### Däckets styvhet
Däckets styvhet bestäms i hög grad av styvheten hos dess sidoväggar, under inverkan av lufttrycket i däcket. Däckets styvhet är avsevärt lägre än chassifjädringens styvhet.

### Däckets lastkänslighet
Däckets lastkänslighet beskriver hur däckets beteende ändras när belastningen ändras. Beteendet hos vanliga bildäck följer inte den klassiska friktionsteorin. Friktionsteorin säger att den maximala horisontella kraft som kan utvecklas, står i proportion till den vertikala belastningen på däcket. I praktiken är den maximala horisontella kraft Fy som kan genereras i stort sett proportionell till den vertikala belastningen Fz upphöjt till ca 0,8.
Standarddäck för gatbilar utvecklar normalt maximal sidkraft vid en slipvinkel på 6-10 grader (optimal slipvinkel ökar när den vertikala belastningen på däcket ökar). Däck som används på Formel 1 bilar kan nå maximal sidkraft redan vid 3 graders slipvinkel.

### Fjädringsväg
Fjädringsvägen anger avståndet från upphängningens bottenläge (när fordonet är upplyft med en domkraft och hjulet hänger fritt), till upphängningens toppläge (där hjulet inte kan röras längre uppåt). Om fjädringen slår i något av dessa ändlägen under körning, är det risk att föraren tappar kontrollen eller att fjädringssystemet skadas. 

### Chassifjädringens dämpning
Dämpning innebär att rörelse eller vibration bromsas upp, till exempel med hjälp av hydrauliska ventiler i en stötdämpare. I likhet med fjädringens styvhet är dämpningen annorlunda för optimal komfort än för optimala manöveregenskaper.
Dämpningen avgör motståndet till fjädringsrörelserna mellan hjul och karosseri. En för mjukt dämpad bil gungar upp och ner. Med rätt dämpning kommer karossen snabbt tillbaka till sitt normalläge över hjulen. Ett formellt sett bättre namn på stötdämpare vore svängningsdämpare, eftersom det är däcket och chassifjädern som tar upp stötar från till exempel potthål i vägbanan.
Dämpningen kan regleras genom att öka eller minska motståndet mot vätskeflöde i stötdämparna. Standarddämpare har reglerats på fabrik med fasta munstycken, medan mer avancerade dämpare har ställbara flödesventiler. 
Det finns även svängningsdämpare som utnyttjar andra principer, till exempel elektrisk reglering av viskositeten hos en magnetiserad vätska. Det finns också koncept för fjädringssystem som bygger på helt andra principer än fjäder och dämpare, till exempel chassireglering med hjälp av elektromagnetiska motorer.

### Isolering från snabba/högfrekventa stötar
Vid höga vibrationsfrekvenser, så som från textur (vägar), är fjädringskomponenternas vikt extremt betydelsefull. Då fungerar de delar som är åtskilda av gummibussningar som ett flerstegsfilter för isolering av vibration och oljud, långt mer effektivt är enbart med däck och chassifjädring. Bussningarna är särskilt avgörande för energi i färdriktningen, eftersom chassifjädringen i huvudsak arbetar vertikalt.

### Cambervinkel
Huvudartikel: Cambervinkel
Cambervinkeln påverkas av hjulets fjädringsrörelser och chassits krängning. I allmänhet är däckslitaget lägst och bromsningen bäst vid −1 till −2 grader camber från vertikalaxeln. Beroende på däck och vägbana kan väggreppet vara maximalt vid en lite annorlunda vinkel. Små förändringar i camber, fram och bak, kan användas för att justera fordonets manöveregenskaper. Vissa tävlingsbilar justeras till mellan −2 och −7 grader camber, beroende på vilka manöveregenskaper som önskas och på däckets konstruktion. Stor camber medför ofta sämre bromsverkan, på grund av minskat däckavtryck till följd av stor variation i cambervinkel under fjädringens rörelser.

### Lastöverföring (Load transfer, Weight transfer)
Lastöverföring vid kurvtagning, acceleration eller bromsning beräknas vanligen per enskilt hjul och jämförs med den statiska vikten för samma hjul.
Den totala lastöverföringen påverkas av fyra fordonsfaktorer: 
1. avståndet mellan hjulens centrumpunkt (Vid inbromsning som flyttar last till framaxeln; hjulbasen. Vid kurvtagning som flyttar last till ytterhjulen; spårvidden), 
2. tyngdpunktens höjd, 
3. fordonets massa samt 
4. fordonets acceleration.
Lastöverföring kan även ske till följd av vindbyar eller körning på väg med långvågig vägojämnhet eller oscillerande förändringar av tvärfall.

#### Vältning (Roll over)

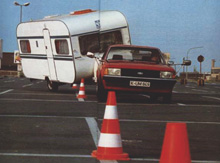
Vältningstendens

Om lastöverföringen i sidled överskrider däckets nedlastning på fordonets ena sida, kommer hjulet att lyfta. Ett vanligt exempel är att det innersta hjulet lättar vid hård kurvtagning. Detta orsakar stora förändringar i fordonets manöveregenskaper. Om lastöverföringen överskrider hälften av fordonets vikt under tillräckligt lång tid (storleksordning en sekund) kommer fordonet att välta. Personbilar och små lastbilar brukar sladda snarare än välta, såvida de inte lämnar vägbanan. Montering av racerdäck på en hög eller smal bil som sedan körs hårt i kurva kan leda till vältning. Tunga lastbilar däremot är mer benägna att välta än att glida i sidled. Mycket hög vältrisk råder för exempelvis en halvtom tankbil (där vätskans skvalpande medför viktöverföring) med mjuk fjädring.

### Styreffekter vid guppning och krängning
När bilens hjul rör sig vertikalt kan fordonet utsättas för girkrafter. Dessa gör att fordonet tenderar att svänga (eller rycka fram och tillbaka i sidled) utan att föraren vridit på ratten. 

#### Guppstyrning (Bump steer)
Om styreffekten uppstår när endast det ena hjulet guppar, såsom när hjulet passerar över ett potthål, kallas den ”Bump steer”.
Hos moderna bilar rör sig framsidan av däcket utåt när fjädringen rör sig uppåt, samt inåt när hjulet rörs nedåt. Denna process innebär att framhjul ”tåar ut” (toeing out) vid guppning uppåt. En bieffekt av detta är att fordonet tenderar att understyra vid kurvtagning, då karossen kränger över det yttre hjulet som därigenom "pressas upp" från sitt normalläge.
Riktningen hos guppstyrning ändras snabbt (oscillerar) i takt med hjulets guppning, vilket gör att dessa styreffekter i praktiken uppfattas som ryckande krafter i ratten. Problemet är normalt försumbart i moderna personbilar, men kan vara påtagligt i tunga lastbilar och bussar. Omfattande guppstyrning ökar däckslitaget och försvårar manövreringen av fordonet om underlag har mycket vägojämnheter.
Guppstyrning mäts i enheten grader per meter. Typiskt är värdet minst två grader per meter för framhjulen.
Stela axlar uppvisar i allmänhet inte guppstyrning.

#### Krängstyrning (Roll steer)

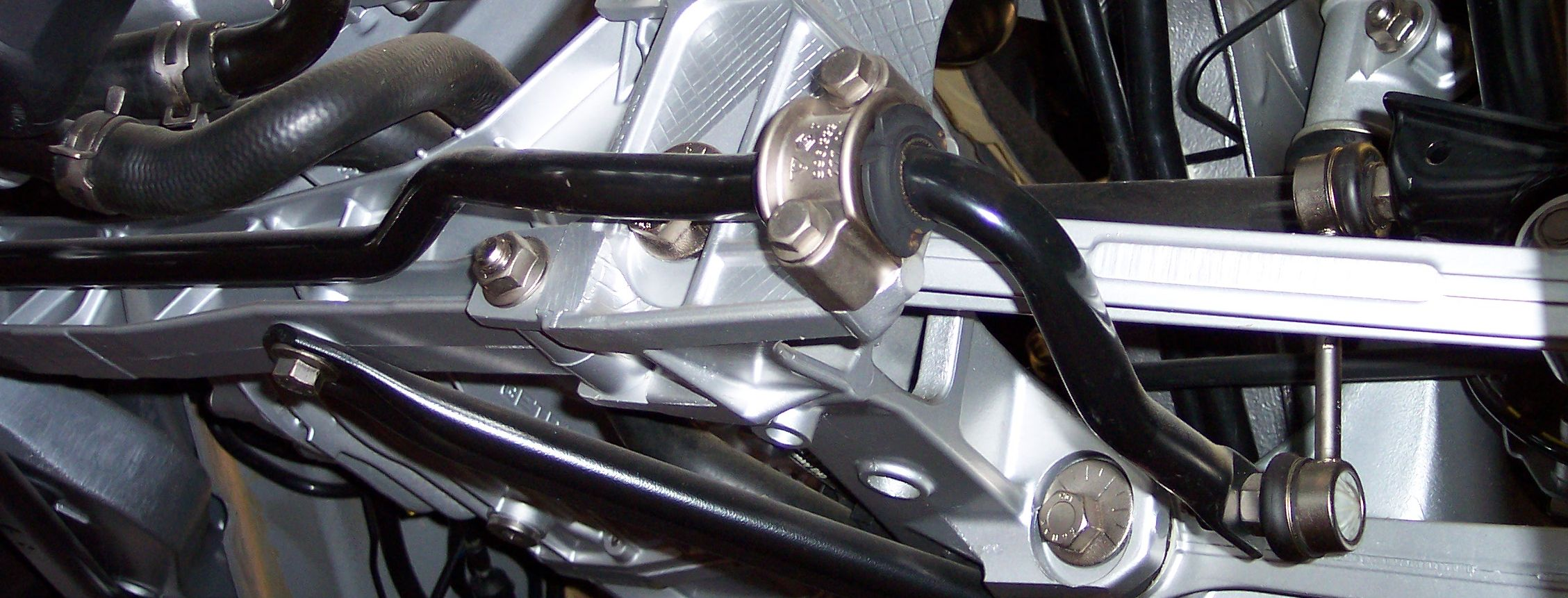
Krängningshämmarstag (i svart) på bakaxeln till en Porsche.

Om styreffekten uppstår när det ena hjulet lättar lika mycket som det andra trycks ned, såsom när karossen kränger/lutar i sidled, kallas fenomenet ”Roll steer”.
Vid krängning uppstår typiskt mer "toe in" för det hjul som lyfter, än "toe out" för det hjul som trycks nedåt. Skillnaden i hjulvinklar resulterar i en styreffekt under hela den tid fordonet kränger, till exempel under en hård kurvtagning. Fordon med mycket krängstyrning är som regel också mycket understyrda, även om andra faktorer också påverkar under-/överstyrning.
Krängstyrning mäts i enheten grader toe per grad krängning.
Stela axlar kan ofta orsaka krängstyrning, men uppvisar i allmänhet inte guppstyrning.
Till skillnad från guppstyrning kan problem i form av krängstyrning åtgärdas genom att montera ett krängningshämmarstag. Krängningshämmaren är i princip en vridfjäder som förenar höger och vänster hjul, vilket medför att fjädringssystemets rollstyvhet ökar utan att dess vertikala fjäderstyvhet påverkas. Det första patentet för krängningshämmare utfärdades till SLC Coleman i Kanada år 1919. Eftersom krängningshämmaren kopplar samman hjul på motsatta sidor av fordonet, kommer staget att överföra stötformiga krafter från det ena hjulet till det motsatta hjulet. På ojämna vägar kan krängningshämmare därför orsaka rörelser i sidled (en "vaggande" känsla), som blir allt värre ju grövre och styvare staget är. Överdriven krängningsstyvhet medför att de inre hjulen kan lätta från marken under mycket hård kurvtagning. Detta är naturligtvis bara möjligt om den vanliga fjäderstyvheten faktiskt tillåter de yttre hjulen att hantera den kraftigt ökade belastningen. Rätt använt kan detta utnyttjas till att förbättra köregenskaperna. Detta märks på många framhjulsdrivna serietillverkade bilar, där ett hjul gärna lättar vid hård kurvtagning så att det motstående hjulet belastas hårdare och därigenom begränsas fordonets understyrning.

## Varianter av hjulupphängning
Det finns ett antal varianter av hjulupphängning som används inom fordonsindustrin idag. Två av de mest kända är MacPherson-fjäderben och dubbel länkarmsfjädring.

## Fjädrar och dämpare
De flesta fjädringssystem använder passiva fjädrar att absorbera stötar och svängningsdämpare (kallas missvisande för stötdämpare) för att bromsa upp rörelserna. 
Till de nämnvärda undantagen hör hydropneumatiska system. Den franska biltillverkaren Citroën använder en integrerad enhet av gasfjäder och dämpningskomponenter. British Motor Corporation har använt system av hydrolastic, hydragas och gummikonor bland annat på modellen Mini.

### Passiv fjädring
Traditionella fjädrar och dämpare kallas passiv fjädring. De flesta vägfordon är avfjädrade på detta sätt.

### Fjädrar
Vanliga typer av fjädrar är:
- Bladfjäder
- Torsionsstav
- Spiralfjäder
- Gummibussning
- Luftfjäder

### Dämpare (eller stötdämpare)
Stötdämparna bromsar upp fordonschassits gungande rörelse upp och ner på dess fjädrar när vägen har tiotals meter långvågiga vägojämnheter. De måste också bromsa upp studsandet hos den ofjädrade massan av hjul, nav, axel och ibland broms och differential som hoppar upp och ner på det luftfyllda däcket när det rullar över "tvättbrädor" och andra former av Megatextur (vägar) med 5 - 50 cm våglängd samt över ojämnheter upp till cirka 3 m.

## Nivåregleringssystem
Många funktioner och egenskaper påverkas negativt då medelhöjden förändras vid ändring av fordonets last. Några exempel är aerodynamiska egenskaper, strålkastarbelysning och stötdämpning. 
Nivåregleringssystem kan användas för att få fordonets fram- och bakände att hålla konstant medelhöjd över vägen, oavsett belastning.

## Konstruktion av fjädringssystem
Utvecklingsprocessen omfattar:
- val av lämpliga prestandamål för fordonet
- beslut om systemarkitektur
- välja placering av "hårda punkter", eller teoretiska centrumpositioner för varje kulled och bussning
- välja bussningsegenskaper
- analysera belastningar i fjädringssystemet
- välja fjäderstyvhet fram och bak
- välja dämparnas karaktär i kompression respektive retur
- utforma varje komponents struktur så att den blir stark, styv, lätt och billig
- analysera fordonsdynamiken hos det resulterande systemet

Sedan 1990-talet har utvecklingen av s.k. multibodysimulering och finita element-programvaror gjort processen avsevärt snabbare.

## Kostnader
Produktionsmetoder förbättras löpande, men kostnader är och förblir en viktig faktor. Fortsatt användning av den stela bakaxeln med ofjädrad differential, särskilt på tunga fordon, är ett uppenbart exempel.